# Winard Harper
Pour les articles homonymes, voir Harper.
Hiram Winard Harper (né le 4 juin 1962 à Baltimore) est un batteur américain de jazz.

## Carrière
Dans les années 1980 et durant quatre ans, Harper joue aux côtés de Dexter Gordon, Johnny Griffin et Betty Carter. À cette époque il rencontre Wycliffe Gordon à qui il propose de collaborer à plusieurs reprises.
De 1988 à 1993, il officie avec son frère, le trompettiste Philip Harper, dans le groupe The Harper Brothers, aux côtés de Justin Robinson, Javon Jackson, Walter Blanding, Kiyoshi Kitagawa, Stephen Scott, Kevin Hays, Michael Bowie, et Nedra Wheeler.
À la dissolution des Harper Brothers, Winard enregistre plusieurs albums en tant que leader. Au début des années 2000, il monte un sextet qui ira jusqu'à jouer au Lincoln Center à New York. 
Il joue avec Avery Sharpe en 2008. Il dirige le groupe Jeli Posse.

## Discographie
- Be Yourself (Epicure, 1994)
- Tete Montoliu en el San Juan (1996)
- Trap Dancer (HighNote, 1998)
- Winard (Savant, 1999)
- Faith with Carrie Smith (Savant, 2000)
- A Time for the Soul (Savant, 2003)
- Come into the Light (Savant, 2004)
- Make it Happen (Piadrum, 2006)
- Coexist (Jazz Legacy, 2012)

Avec Etta Jones
- Reverse the Charges (Muse, 1992)
- At Last (Muse, 1995)